# Copelatus massaicus
Copelatus massaicus là một loài bọ cánh cứng trong họ Bọ nước. Loài này được Guignot miêu tả khoa học năm 1941.